# Ciucaș (hora)
Ciucaș (1954 m n. m.) je hora v pohoří Ciucaș ve středním Rumunsku. Nachází se na území župy Brašov 8 km jihozápadně od vesnice Vama Buzăului a 28 km jihovýchodně od města Brašov. Vrchol tvořený bizarními slepencovými skalisky je místem dalekého rozhledu. Ciucaș je nejvyšší horou celého pohoří.
Na vrchol lze vystoupit po značených turistických cestách z několika směrů, například z osady Dălghiu.